# Ter (département)
Pour les articles homonymes, voir Ter.
 (décembre 2022).
1812–1813
Entités précédentes :
- Royaume d'Espagne de Joseph Bonaparte

Entités suivantes :
- Département de Sègre-Ter

Le département du Ter est un ancien département français situé sur l'actuel territoire de l'Espagne et de la communauté autonome de Catalogne, dont le chef-lieu est la ville de Gérone.

## Histoire
Le département est créé le 26 janvier 1812, lors de l'annexion de la Catalogne par l'Empire français. Il tire son nom du fleuve Ter. Il est divisé en trois arrondissements dont les chefs-lieux sont les villes de Gérone, Vic et Figueres.
Après un peu plus d'un an d'existence, le département est supprimé et fusionné le 7 mars 1813 avec celui voisin du Sègre pour former le département du Sègre-Ter.

## Préfet

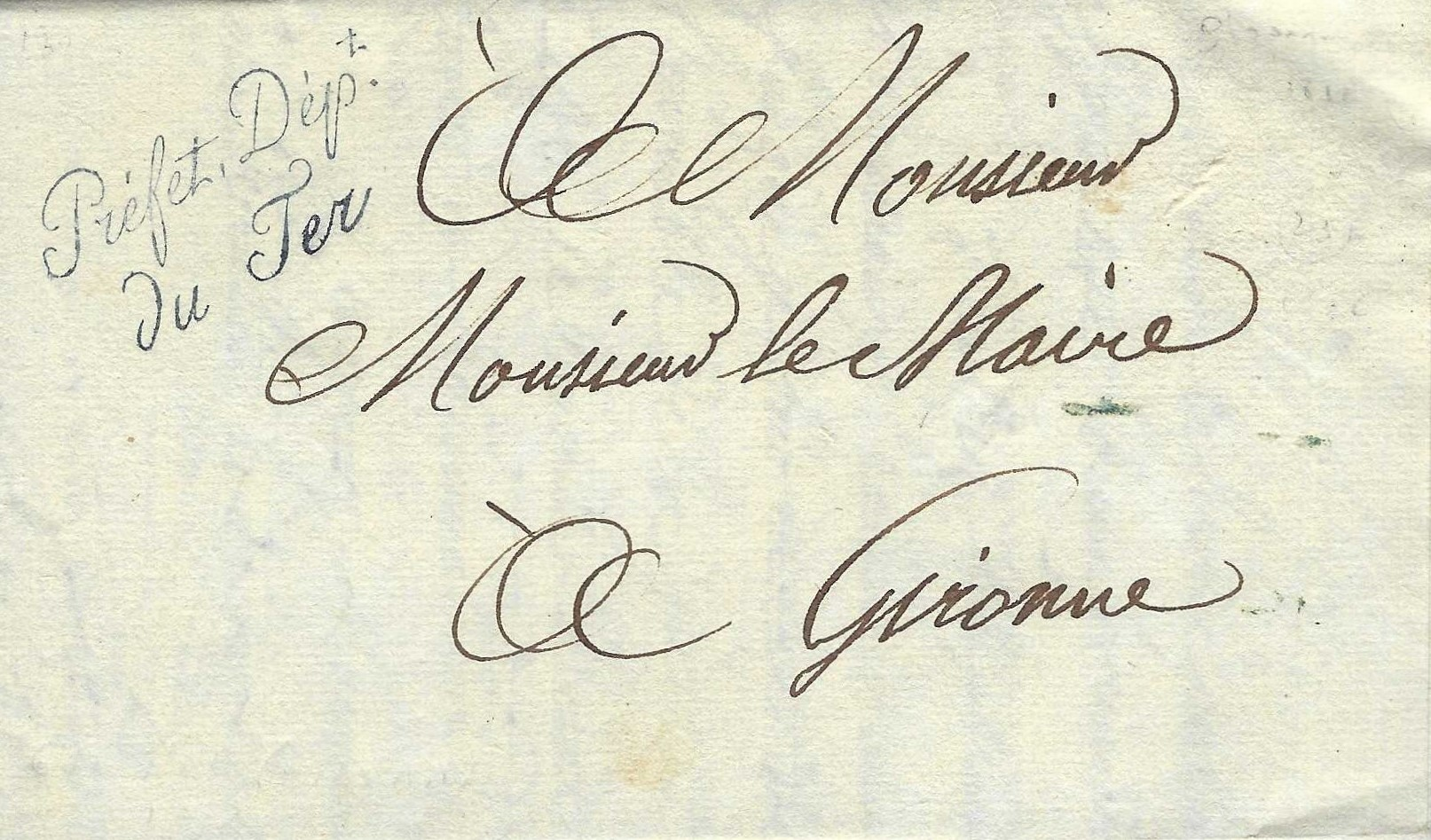
1812 11 09 Girone Maire 1

| Période | Période | Identité                      | Fonction précédente                                                                            | Observation |
| ------- | ------- | ----------------------------- | ---------------------------------------------------------------------------------------------- | --- |
| 1812    | 1813    | Prudence-Guillaume de Roujoux | Polytechnicien Sous-préfet de Dole (janvier 1806) Sous-préfet de Saint-Pol-sur-Ternoise (1811) | Fils de Louis Julien de Roujoux Préfet de Sègre-Ter (1813) Préfet des Pyrénées-Orientales (Cent-Jours) Préfet du Lot (1830) |